# أنجيلو وايس
أنجيلو وايس (بالإيطالية: Angelo Weiss)‏ هو متزحلق جبال الألب إيطالي، ولد في 9 فبراير 1969 في ترينتو في إيطاليا.

## وصلات خارجية
- أنجيلو وايس على موقع الاتحاد الدولي للتزلج (التزلج على المنحدرات الثلجية) (الإنجليزية)
- أنجيلو وايس على موقع أوليمبيديا (الإنجليزية)